# White Collar
White Collar es una serie de televisión de USA Network creada por Jeff Eastin, protagonizada por Matthew Bomer como el convicto Neal Caffrey y Tim DeKay como el gente especial Peter Burke. Se estrenó el 23 de octubre de 2009. En diciembre de 2009, White Collar fue renovada para una segunda temporada estrenada el 13 de julio de 2010. Hubo un receso hasta enero de 2011. El 27 de septiembre de 2010, USA Network renovó White Collar para una tercera temporada con 16 nuevos episodios. El 26 de agosto de 2011, se anunció la renovación para una cuarta temporada, nuevamente con 16 episodios. La serie fue renovada para una quinta temporada el 25 de septiembre de 2012, que se estrenó el 17 de octubre de 2013 y consta de 13 episodios. El 20 de marzo de 2014, la serie fue renovada para una sexta y última temporada de seis episodios, que fue estrenada el 6 de noviembre de 2014.

## Argumento

### Primera temporada
Neal Caffrey, un estafador, falsificador y ladrón es capturado después de jugar tres años al gato y al ratón con el FBI. Con tres años cumplidos en la prisión, se escapa de una prisión federal de máxima seguridad para encontrar a Kate, su exnovia. Peter Burke, el agente del FBI que inicialmente capturó a Caffrey, lo encuentra en un callejón sin salida en su búsqueda y vuelve a la cárcel con Caffrey. Esta vez Caffrey da información a Burke sobre pruebas en otro caso, sin embargo, esta información tiene un precio: Burke debe tener una reunión con Caffrey. En esta reunión, Caffrey propone un trato: ayudará a Burke a atrapar a los criminales de otros casos como parte de un programa de trabajo de liberación. Burke está de acuerdo, después de algunas vacilaciones. A través de la aprehensión de éxito de varios delincuentes de White Collar, Caffrey le ha demostrado a Burke que lo ayuda y que no tratará de escapar de nuevo. Esto comienza una poco convencional, pero exitosa asociación.

### Segunda temporada
La segunda temporada arranca unos meses luego del frustrado escape de Neal y la muerte de Kate, el trato de Neal con el FBI y el trabajo de Peter están en peligro. Con el Departamento de Justicia encima, Peter y Neal son encomendados a atrapar a un renombrado ladrón, quien tiene en la mira a los bancos más prestigiosos de Nueva York. La segunda temporada comienza con nuevos casos, más intriga y más romance. Mientras Neal trata de superar la muerte de Kate y a su vez, vengarse de Fowler. Peter y Diana reúnen pistas para dar con el responsable de la explosión, esas pistas los llevan a Julian Larssen, un matón que, tras ser capturado, revela que quien realmente está detrás de todo es Vincent Adler, antiguo jefe de Neal.

### Tercera temporada
Neal se verá en la disyuntiva de seguir con su trabajo en el FBI y conservar la amistad de Peter y su relación con Sara y perder su amistad con Mozzie o huir con el tesoro nazi que robó con la ayuda de Mozzie. Más tarde, cuando su rival, Matthew Keller secuestra a Elizabeth para obtener el tesoro del submarino, Neal entiende que no necesita huir, ya que ahora tiene todo lo que desea. Cuando una notificación sobre una Audiencia de Liberación para Neal llega a las oficinas de Peter, el Agente Kramer se hace presente para encontrar cualquier evidencia que le ayude a mantener a Neal en la cárcel o que le permita llevárselo a Washington y alejarlo de Peter.

### Cuarta temporada
La temporada retoma con Neal y Mozzie -que han huido de EE.UU- refugiados en una isla de Cabo Verde. Peter se da a la tarea de encontrar a Neal antes de que lo haga un Agente del FBI y especialista internacional en la captura de fugitivos, llamado Kyle Collins. Por otra parte, los secretos sobre la vida pasada de Neal comenzarán a salir a la luz. La segunda mitad de la temporada Neal se propone averiguar la verdad respecto al caso de su padre (James), finalmente se pone de acuerdo con Peter, para recuperar una caja que contiene evidencias. Es una temporada con varias tensiones emocionales para Neal, muere Ellen Parker, y reaparecen: Alexandra Hunter, Sara Ellis (con quien se profundiza la relación), James Bennett (su padre). En una confusión, Peter queda incriminado como el asesino del senador Pratt, con varias evidencias físicas en su contra.

### Quinta temporada
Neal intentará demostrar la inocencia de Peter. Para eso tendrá que hacer un trato con El Holandés, un criminal al que detuvieron Peter y Neal en el capítulo 1. Neal también conoce a una mujer llamada Rebecca que no es quien dice ser. A lo largo de la temporada veremos como El Holandés, Rebecca, Mozzie y Neal están relacionados en busca de un tesoro millonario.

### Sexta temporada
La sexta temporada empieza con Neal siendo secuestrado por la persona que intentaba ayudar a escapar a Rebecca, y amenazándole para así lograr entrar a la más grande banda de estafadores del mundo: los pink phanters. Peter va tras su pista y logra rescatar a Neal, y este le propone un trato a Peter: infiltrarse y atrapar a los pink phanters a cambio de la libertad de Neal. Lo hacen de forma más formal por medio de un contrato.
Neal logra introducirse en la banda pero allí dentro encuentra a Keller, su antiguo socio, el cual esta trabajando para la interpol.
El golpe que planean los pink phanters es robar la reserva federal, logran introducir a Peter a la banda y de forma secreta Neal con Mozzie y Keller traman robar 30 millones. Peter y el FBI logran capturar a los pink panters pero se encuentra con que Neal y Keller han huido, y luego de un altercado entre Neal y Keller termina herido de bala Neal, más después Peter encuentra a Keller huyendo y le mata, pero la herida de Neal era letal y termina matándole.
Un año después se ve a Peter y Eli con su hijo Neal, y Peter va a un contenedor en donde entre otras cosas encuentra lo que parece ser un plan hecho por Neal para fingir su propia muerte. Al final se puede ver a Neal caminando por las calles de Paris, cerca de la torre Eiffel.

## Elenco y personajes

### Principales
| Actor            | Personaje                      | Notas                                                                                      |
| ---------------- | ------------------------------ | ------------------------------------------------------------------------------------------ |
| Matt Bomer       | Neal Caffrey                   |                                                                                            |
| Tim DeKay        | El agente especial Peter Burke |                                                                                            |
| Tiffani Thiessen | Elizabeth Burke                |                                                                                            |
| Willie Garson    | Mozzie                         |                                                                                            |
| Marsha Thomason  | Agente especial Diana Barrigan | Estrella invitada, temporada 1; Elenco principal, temporadas 2                             |
| Hilarie Burton   | Sara Ellis                     | Recurrente, temporada 2; Reparto principal, temporada 3; Estrella invitada, temporada 4    |
| Sharif Atkins    | Agente especial Clinton Jones  | Estrella invitada, temporada 1; Recurrente, temporadas 2-3, Elenco ´principal, temporada 4 |

### Recurrentes
| Actor              | Personaje                             | Notas                                                   |
| ------------------ | ------------------------------------- | ------------------------------------------------------- |
| Alexandra Daddario | Kate Moreau                           | Temporadas 1-2                                          |
| Gloria Votsis      | Alexandra "Alex" Hunter               |                                                         |
| Diahann Carroll    | June Ellignton                        |                                                         |
| Noah Emmerich      | Agente especial Garrett Fowler        | Temporada 1                                             |
| James Rebhorn      | Agente especial a cargo, Reese Hughes |                                                         |
| Natalie Morales    | Agente especial Lauren Cruz           | Temporada 1                                             |
| Beau Bridges       | Agente Phillip Kramer                 | Estrella invitada, temporada 3                          |
| Judith Ivey        | Ellen Parker                          | Temporadas 3-4                                          |
| Treat Williams     | James Bennett                         | Temporada 4                                             |
| Emily Procter      | Agente Amanda Callaway                | Temporada 4                                             |
| Warren Kole        | Agente David Seigel                   | Temporada 5                                             |
| Mark Sheppard      | Curtis Hagen, "El Holandés"           | Estrella invitada, temporada 1; Recurrente, temporada 5 |

## Episodios
| Temporada | Temporada | Episodios | Episodios | Emisión original       | Emisión original        |
| Temporada | Temporada | Episodios | Episodios | Primera emisión        | Última emisión          |
| --------- | --------- | --------- | --------- | ---------------------- | ----------------------- |
|           | 1         | 14        | 14        | 23 de octubre de 2009  | 9 de marzo de 2010      |
|           | 2         | 16        | 16        | 13 de julio de 2010    | 8 de marzo de 2011      |
|           | 3         | 16        | 16        | 7 de junio de 2011     | 28 de febrero de 2012   |
|           | 4         | 16        | 16        | 10 de julio de 2012    | 5 de marzo de 2013      |
|           | 5         | 13        | 13        | 17 de octubre de 2013  | 30 de enero de 2014     |
|           | 6         | 6         | 6         | 6 de noviembre de 2014 | 18 de diciembre de 2014 |

## Distribución internacional
| País        | Cadena                                            | Estreno                                                                       |
| ----------- | ------------------------------------------------- | ----------------------------------------------------------------------------- |
| Alemania    | RTL                                               | 13 de septiembre de 2011                                                      |
| Argentina   | Fox Canal 2 AVC                                   | 9 de marzo de 2010 1 de junio de 2018                                         |
| Australia   | Network Ten                                       | 25 de noviembre de 2009                                                       |
| Austria     | ORF 1                                             |                                                                               |
| Brasil      | Fox                                               | 5 de agosto de 2010                                                           |
| Canadá      | Bravo!                                            | 30 de octubre de 2009                                                         |
| Chile       | Fox                                               | 9 de marzo de 2010 2011                                                       |
| Colombia    | Fox Caracol Television                            | 14 de marzo de 2010 octubre de 2011                                           |
| Costa Rica  | Fox                                               | 25 de enero de 2011                                                           |
| Dinamarca   | TV2                                               | 23 de mayo de 2010                                                            |
| Ecuador     | Fox Teleamazonas                                  | 9 de marzo de 2010 2011                                                       |
| España      | Fox Cuatro Factoría de Ficción Fox Crime Divinity | 20 de septiembre de 2010 24 de agosto de 2011 Septiembre de 2011 Mayo de 2013 |
| Francia     | M6                                                | 9 de julio de 2011                                                            |
| Filipinas   | Solar Tv Fox Asia                                 | 2010                                                                          |
| Grecia      | FX (Grecia)                                       | 9 de septiembre de 2010                                                       |
| Islandia    | Stöð 2                                            | 20 de julio de 2010                                                           |
| Israel      | Yes Action                                        | 12 de junio de 2010                                                           |
| Italia      | Fox Crime Italia                                  | 25 de noviembre de 2009                                                       |
| Japón       | AXN Mystery                                       | 21 de enero de 2010                                                           |
| Letonia     | TV 6 (Letonia)                                    | 17 de septiembre de 2010                                                      |
| México      | Fox Azteca 7                                      | 9 de marzo de 2010 30 de mayo de 2011                                         |
| Nicaragua   | Canal 2                                           | 11 de febrero de 2012                                                         |
| Noruega     | TV 2 Zebra                                        |                                                                               |
| Portugal    | FOX Portugal                                      | 25 de marzo de 2010                                                           |
| Reino Unido | Sky Living Alibi                                  | Abril de 2010                                                                 |
| Singapur    | MediaCorp Channel 5                               | 26 de julio de 2010                                                           |
| Sudáfrica   | M-Net Series                                      | 14 de abril de 2010                                                           |
| Suecia      | TV4 Plus                                          | 7 de abril de 2010                                                            |
| Tailandia   | TrueVisions                                       |                                                                               |
| Uruguay     | Fox                                               | 9 de marzo de 2010                                                            |
| Venezuela   | Fox                                               |                                                                               |